# Rally della Nuova Zelanda 2003
Il Rally della Nuova Zelanda 2003, ufficialmente denominato 34th Propecia Rally New Zealand (33rd Propecia Rally New Zealand secondo altre fonti), è stata la quarta prova del campionato del mondo rally 2003 nonché la trentaquattresima edizione del Rally della Nuova Zelanda e la ventitreesima con valenza mondiale. La manifestazione si è svolta dall'11 al 13 aprile sugli sterrati che attraversano i territori nord-occidentali dell'Isola del Nord nell'area attorno ad Auckland, base designata per il rally, con due parchi assistenza allestiti per l'occasione: il primo nella località di Paparoa, 150 km a nord di Auckland, che servì le prime due frazioni del rally, e il secondo a Te Kauwhata, a sud di Auckland, da utilizzarsi nella giornata finale.
L'evento è stato vinto dal finlandese Marcus Grönholm, navigato dal connazionale Timo Rautiainen, alla guida di una Peugeot 206 WRC della squadra ufficiale Marlboro Peugeot Total, i quali hanno dominato il rally dalla prima all'ultima prova speciale, precedendo la coppia britannica formata dai compagni di squadra Richard Burns e Robert Reid, e quella composta dal norvegese Petter Solberg e dal britannico Phil Mills, su Subaru Impreza WRC2003 del team 555 Subaru WRT.
In Nuova Zelanda si disputava anche la seconda tappa del campionato PWRC, che ha visto vincere l'equipaggio costituito dal giapponese Toshihiro Arai e dal copilota di casa Tony Sircombe, su Subaru Impreza WRX della scuderia Subaru Production Rally Team.

## Dati della prova
| Denominazione ufficiale             | Propecia Rally New Zealand |
| Edizione N°                         | 34 |
| Tappa N°                            | 4 di 14 |
| Data manifestazione                 | da giovedì 11/04/2003 a domenica 13/04/2003                                                                                       |
| Sede ospitante                      | Auckland (distretto di Auckland, Regione di Auckland)                                                                             |
| Sedi del parco assistenza           | Prima e seconda frazione: Paparoa (distretto di Kaipara, Northland). Terza frazione: Te Kauwhata (distretto di Waikato, Waikato). |
| Superficie                          | Terra |
| Direttore di gara                   | Morrie Chandler |
| Iscritti                            | 86 |
| Partiti                             | 80 |
| Arrivati                            | 46 (57,5%) |
| Prove speciali                      | 22 |
| Prova più breve                     | 2,10 km (PS15 e PS16: Manukau Super)                                                                                              |
| Prova più lunga                     | 59,00 km (PS10: Parahi - Ararua)                                                                                                  |
| Prova più lenta                     | velocità media di 75,45 km/h (PS16: Manukau Super 2)                                                                              |
| Prova più veloce                    | velocità media di 120,30 km/h (PS11: Mititat Finish)                                                                              |
| Lunghezza prove speciali            | 403,52 km (31,1% della distanza totale)                                                                                           |
| Lunghezza complessiva trasferimenti | 894,29 km |
| Distanza totale                     | 1297,81 km |

## Itinerario
| Frazione 1 (11 apr) |        | 09:00  | Assistenza – Paparoa (20 min)     | –        | 139,10 km |  |  |
| Frazione 1 (11 apr) | PS1    | 09:43  | Batley 1                          | 19,82 km | 139,10 km |  |  |
| Frazione 1 (11 apr) | PS2    | 10:11  | Waipu Gorge 1                     | 11,24 km | 139,10 km |  |  |
| Frazione 1 (11 apr) | PS3    | 10:34  | Brooks 1                          | 16,03 km | 139,10 km |  |  |
| Frazione 1 (11 apr) |        | 11:04  | Assistenza – Paparoa (20 min)     | –        | 139,10 km |  |  |
| Frazione 1 (11 apr) | PS4    | 11:47  | New Cassidy                       | 21,64 km | 139,10 km |  |  |
| Frazione 1 (11 apr) | PS5    | 13:00  | Paparoa Station 1                 | 11,64 km | 139,10 km |  |  |
| Frazione 1 (11 apr) |        | 13:53  | Assistenza – Paparoa (20 min)     | –        | 139,10 km |  |  |
| Frazione 1 (11 apr) | PS6    | 14:36  | Batley 2                          | 19,82 km | 139,10 km |  |  |
| Frazione 1 (11 apr) | PS7    | 15:04  | Waipu Gorge 2                     | 11,24 km | 139,10 km |  |  |
| Frazione 1 (11 apr) | PS8    | 15:27  | Brooks 2                          | 16,03 km | 139,10 km |  |  |
| Frazione 1 (11 apr) | PS9    | 15:55  | Paparoa Station 2                 | 11,64 km | 139,10 km |  |  |
| Frazione 1 (11 apr) |        | 16:15  | Assistenza – Paparoa (45 min)     | –        | 139,10 km |  |  |
|                     |        |        |                                   |          |           |  |  |
| Frazione 2 (12 apr) |        | 08:00  | Assistenza – Paparoa (20 min)     | –        | 150,35 km |  |  |
| Frazione 2 (12 apr) | PS10   | 08:43  | Parahi - Ararua                   | 59,00 km | 150,35 km |  |  |
| Frazione 2 (12 apr) |        | 10:13  | Assistenza – Paparoa (20 min)     | –        | 150,35 km |  |  |
| Frazione 2 (12 apr) | PS11   | 11:31  | Mititat Finish                    | 20,15 km | 150,35 km |  |  |
| Frazione 2 (12 apr) | PS12   | 12:09  | Takatoka                          | 10,15 km | 150,35 km |  |  |
| Frazione 2 (12 apr) |        | 12:49  | Assistenza – Paparoa (20 min)     | –        | 150,35 km |  |  |
| Frazione 2 (12 apr) | PS13   | 13:32  | Parahi                            | 25,10 km | 150,35 km |  |  |
| Frazione 2 (12 apr) | PS14   | 14:05  | Ararua                            | 31,75 km | 150,35 km |  |  |
| Frazione 2 (12 apr) |        | 14:45  | Assistenza – Paparoa (45 min)     | –        | 150,35 km |  |  |
| Frazione 2 (12 apr) | PS15   | 19:00  | Manukau Super 1                   | 2,10 km  | 150,35 km |  |  |
| Frazione 2 (12 apr) | PS16   | 19:30  | Manukau Super 2                   | 2,10 km  | 150,35 km |  |  |
|                     |        |        |                                   |          |           |  |  |
| Frazione 3 (13 apr) |        | 07:05  | Assistenza – Te Kauwhata (20 min) | –        | 114,07 km |  |  |
| Frazione 3 (13 apr) | PS17   | 08:23  | Te Akau South Revers              | 27,60 km | 114,07 km |  |  |
| Frazione 3 (13 apr) | PS18   | 09:06  | Te Akau North                     | 32,37 km | 114,07 km |  |  |
| Frazione 3 (13 apr) |        | 10:31  | Assistenza – Te Kauwhata (20 min) | –        | 114,07 km |  |  |
| Frazione 3 (13 apr) | PS19   | 11:19  | Ridge - Campbell 1                | 16,45 km | 114,07 km |  |  |
| Frazione 3 (13 apr) | PS20   | 11:47  | Ridge - Campbell 2                | 16,45 km | 114,07 km |  |  |
| Frazione 3 (13 apr) | PS21   | 12:40  | Fyfe 1                            | 10,60 km | 114,07 km |  |  |
| Frazione 3 (13 apr) | PS22   | 13:10  | Fyfe 2                            | 10,60 km | 114,07 km |  |  |
| Frazione 3 (13 apr) |        | 13:50  | Assistenza – Te Kauwhata (20 min) | –        | 114,07 km |  |  |
| Totale              | Totale | Totale | Totale                            | Totale   | 403,52 km |  |  |

## Risultati

### Classifica
| Pos.                   | Nº       | Pilota            | Co-pilota       | Auto                      | Squadra                      | Classe    | Tempo     | Distacco | Punti    |
| Generale               | Generale | Generale          | Generale        | Generale                  | Generale                     | Generale  | Generale  | Generale | Generale |
| ---------------------- | -------- | ----------------- | --------------- | ------------------------- | ---------------------------- | --------- | --------- | -------- | -------- |
| 1.                     | 1        | Marcus Grönholm   | Timo Rautiainen | Peugeot 206 WRC (2002)    | Marlboro Peugeot Total       | WRC       | 3h45'21"2 | –        | 10       |
| 2.                     | 2        | Richard Burns     | Robert Reid     | Peugeot 206 WRC (2002)    | Marlboro Peugeot Total       | WRC       | 3h46'29"9 | +1'08"7  | 8        |
| 3.                     | 7        | Petter Solberg    | Phil Mills      | Subaru Impreza WRC2003    | 555 Subaru WRT               | WRC       | 3h47'31"0 | +2'09"8  | 6        |
| 4.                     | 18       | Sébastien Loeb    | Daniel Elena    | Citroën Xsara WRC         | Citroën Total                | WRC       | 3h49'36"6 | +4'15"4  | 5        |
| 5.                     | 15       | Toni Gardemeister | Paavo Lukander  | Škoda Octavia WRC Evo3    | Škoda Motorsport             | WRC       | 3h53'35"0 | +8'13"8  | 4        |
| 6.                     | 32       | Alister McRae     | David Senior    | Mitsubishi Lancer WRC2    | Mitsubishi Ralliart Europe   | WRC       | 3h54'35"4 | +9'14"2  | 3        |
| 7.                     | 8        | Tommi Mäkinen     | Kaj Lindström   | Subaru Impreza WRC2003    | 555 Subaru WRT               | WRC       | 3h55'11"4 | +9'50"2  | 2        |
| 8.                     | 14       | Didier Auriol     | Denis Giraudet  | Škoda Octavia WRC Evo3    | Škoda Motorsport             | WRC       | 3h55'29"8 | +10'08"6 | 1        |
| 9.                     | 5        | François Duval    | Stéphane Prévot | Ford Focus RS WRC 03      | Ford Rallye Sport            | WRC       | 3h56'32"9 | +11'11"7 | -        |
| 10.                    | 6        | Mikko Hirvonen    | Jarmo Lehtinen  | Ford Focus RS WRC 02      | Ford Rallye Sport            | WRC       | 3h59'03"5 | +13'42"3 | -        |
| Campionato piloti PWRC |          |                   |                 |                           |                              |           |           |          |          |
| 1. (11.)               | 54       | Toshihiro Arai    | Tony Sircombe   | Subaru Impreza WRX        | Subaru Production Rally Team | N4 / PWRC | 4h03'30"3 | –        | 10       |
| 2. (16.)               | 58       | Marcos Ligato     | Ruben Garcia    | Mitsubishi Lancer Evo VII | Top Run                      | N4 / PWRC | 4h05'40"5 | +2'10"2  | 8        |
| 3. (17.)               | 66       | Hamed Al-Wahaibi  | Nicky Beech     | Mitsubishi Lancer Evo VII | Stohl Racing                 | N4 / PWRC | 4h06'17"3 | +2'47"0  | 6        |
| 4. (18.)               | 55       | Martin Rowe       | Trevor Agnew    | Subaru Impreza WRX STi    | David Sutton Cars Ltd        | N4 / PWRC | 4h06'21"9 | +2'51"6  | 5        |
| 5. (19.)               | 53       | Ramón Ferreyros   | Javier Marín    | Mitsubishi Lancer Evo VII | MRT                          | N4 / PWRC | 4h06'44"8 | +3'14"5  | 4        |
| 6. (21.)               | 51       | Karamjit Singh    | Allen Oh        | Proton Pert               | Petronas EON Racing Team     | N4 / PWRC | 4h07'17"1 | +3'46"8  | 3        |
| 7. (22.)               | 60       | Niall McShea      | Chris Patterson | Mitsubishi Lancer Evo VI  | Neil Allport Motorsports     | N4 / PWRC | 4h09'09"7 | +5'39"4  | 2        |
| 8. (24.)               | 65       | Stig Blomqvist    | Ana Goñi        | Subaru Impreza WRX STi    | David Sutton Cars Ltd        | N4 / PWRC | 4h14'26"7 | +10'56"4 | 1        |

| Principali ritiri | Principali ritiri | Principali ritiri   | Principali ritiri | Principali ritiri        | Principali ritiri            | Principali ritiri | Principali ritiri   | Principali ritiri |
| PS                | Nº                | Pilota              | Co-pilota         | Auto                     | Squadra                      | Classe            | Causa               | Pos.              |
| ----------------- | ----------------- | ------------------- | ----------------- | ------------------------ | ---------------------------- | ----------------- | ------------------- | ----------------- |
| PS 1              | 10                | Armin Schwarz       | Manfred Hiemer    | Hyundai Accent WRC3      | Hyundai World Rally Team     | WRC               | Incidente           | –                 |
| PS 6              | 62                | Possum Bourne       | Mark Stacey       | Subaru Impreza WRX STi   | Subaru Production Rally Team | N4 / PWRC         | Motore              | 30º               |
| PS 7              | 12                | Jussi Välimäki      | Tero Gardemeister | Hyundai Accent WRC3      | Hyundai World Rally Team     | WRC               | Incidente           | 15º               |
| PS 7              | 17                | Colin McRae         | Derek Ringer      | Citroën Xsara WRC        | Citroën Total                | WRC               | Danno da incidente  | 16º               |
| PS 10             | 67                | Krzysztof Hołowczyc | Łukasz Kurzeja    | Mitsubishi Lancer Evo VI | -                            | N4 / PWRC         | Incidente           | 31º               |
| PS 14             | 3                 | Harri Rovanperä     | Risto Pietiläinen | Peugeot 206 WRC (2002)   | Marlboro Peugeot Total       | WRC               | Incidente           | 4º                |
| PS 14             | 4                 | Markko Märtin       | Michael Park      | Ford Focus RS WRC 03     | Ford Rallye Sport            | WRC               | Motore              | 2º                |
| PS 17             | 33                | Kristian Sohlberg   | Jakke Honkanen    | Mitsubishi Lancer WRC2   | Blue Rose Team               | WRC               | Fuori tempo massimo | 43º               |
| PS 18             | 11                | Freddy Loix         | Sven Smeets       | Hyundai Accent WRC3      | Hyundai World Rally Team     | WRC               | Incidente           | 5º                |

Legenda
| Icona | Classe                                                                                  |
| ----- | --------------------------------------------------------------------------------------- |
| WRC   | Equipaggio di classe A8 che può conquistare punti per il campionato costruttori WRC     |
| WRC   | Equipaggio di classe A8 che non può conquistare punti per il campionato costruttori WRC |
| PWRC  | Equipaggio registrato al campionato PWRC                                                |
| JWRC  | Equipaggio registrato al campionato Junior WRC                                          |
|       | Ulteriori classificazioni                                                               |

### Prove speciali
| Frazione            | Prova | Ora   | Nome                 | Lunghezza | Vincitori                       | Tempo   | Velocità media | Leader del rally                |
| ------------------- | ----- | ----- | -------------------- | --------- | ------------------------------- | ------- | -------------- | ------------------------------- |
| Frazione 1 (11 Apr) | PS1   | 09:43 | Batley 1             | 19,82 km  | Marcus Grönholm Timo Rautiainen | 10'45"2 | 110,59 km/h    | Marcus Grönholm Timo Rautiainen |
| Frazione 1 (11 Apr) | PS2   | 10:11 | Waipu Gorge 1        | 11,24 km  | Richard Burns Robert Reid       | 6'37"0  | 101,92 km/h    | Marcus Grönholm Timo Rautiainen |
| Frazione 1 (11 Apr) | PS3   | 10:34 | Brooks 1             | 16,03 km  | Marcus Grönholm Timo Rautiainen | 9'46"3  | 98,43 km/h     | Marcus Grönholm Timo Rautiainen |
| Frazione 1 (11 Apr) | PS4   | 11:47 | New Cassidy          | 21,64 km  | Marcus Grönholm Timo Rautiainen | 12'13"7 | 106,18 km/h    | Marcus Grönholm Timo Rautiainen |
| Frazione 1 (11 Apr) | PS5   | 13:00 | Paparoa Station 1    | 11,64 km  | Marcus Grönholm Timo Rautiainen | 6'18"2  | 110,80 km/h    | Marcus Grönholm Timo Rautiainen |
| Frazione 1 (11 Apr) | PS6   | 14:36 | Batley 2             | 19,82 km  | Marcus Grönholm Timo Rautiainen | 10'33"0 | 112,72 km/h    | Marcus Grönholm Timo Rautiainen |
| Frazione 1 (11 Apr) | PS7   | 15:04 | Waipu Gorge 2        | 11,24 km  | Richard Burns Robert Reid       | 6'34"9  | 102,47 km/h    | Marcus Grönholm Timo Rautiainen |
| Frazione 1 (11 Apr) | PS8   | 15:27 | Brooks 2             | 16,03 km  | Marcus Grönholm Timo Rautiainen | 9'22"9  | 105,52 km/h    | Marcus Grönholm Timo Rautiainen |
| Frazione 1 (11 Apr) | PS9   | 15:55 | Paparoa Station 2    | 11,64 km  | Marcus Grönholm Timo Rautiainen | 6'11"7  | 112,74 km/h    | Marcus Grönholm Timo Rautiainen |
|                     |       |       |                      |           |                                 |         |                | Marcus Grönholm Timo Rautiainen |
| Frazione 2 (12 Apr) | PS10  | 08:43 | Parahi - Ararua      | 59,00 km  | Marcus Grönholm Timo Rautiainen | 33'20"5 | 106,17 km/h    | Marcus Grönholm Timo Rautiainen |
| Frazione 2 (12 Apr) | PS11  | 11:31 | Mititat Finish       | 20,15 km  | Markko Märtin Michael Park      | 10'03"0 | 120,30 km/h    | Marcus Grönholm Timo Rautiainen |
| Frazione 2 (12 Apr) | PS12  | 12:09 | Takatoka             | 10,15 km  | Markko Märtin Michael Park      | 5'07"1  | 118,98 km/h    | Marcus Grönholm Timo Rautiainen |
| Frazione 2 (12 Apr) | PS13  | 13:32 | Parahi               | 25,10 km  | Markko Märtin Michael Park      | 12'42"6 | 118,49 km/h    | Marcus Grönholm Timo Rautiainen |
| Frazione 2 (12 Apr) | PS14  | 14:05 | Ararua               | 31,75 km  | Marcus Grönholm Timo Rautiainen | 19'01"3 | 100,15 km/h    | Marcus Grönholm Timo Rautiainen |
| Frazione 2 (12 Apr) | PS15  | 19:00 | Manukau Super 1      | 2,10 km   | François Duval Stéphane Prévot  | 1'36"4  | 78,42 km/h     | Marcus Grönholm Timo Rautiainen |
| Frazione 2 (12 Apr) | PS16  | 19:30 | Manukau Super 2      | 2,10 km   | Petter Solberg Phil Mills       | 1'40"2  | 75,45 km/h     | Marcus Grönholm Timo Rautiainen |
|                     |       |       |                      |           |                                 |         |                | Marcus Grönholm Timo Rautiainen |
| Frazione 3 (13 Apr) | PS17  | 08:23 | Te Akau South Revers | 27,60 km  | Marcus Grönholm Timo Rautiainen | 15'49"7 | 104,62 km/h    | Marcus Grönholm Timo Rautiainen |
| Frazione 3 (13 Apr) | PS18  | 09:06 | Te Akau North        | 32,37 km  | Richard Burns Robert Reid       | 17'43"0 | 109,63 km/h    | Marcus Grönholm Timo Rautiainen |
| Frazione 3 (13 Apr) | PS19  | 11:19 | Ridge - Campbell 1   | 16,45 km  | Richard Burns Robert Reid       | 8'53"7  | 110,96 km/h    | Marcus Grönholm Timo Rautiainen |
| Frazione 3 (13 Apr) | PS20  | 11:47 | Ridge - Campbell 2   | 16,45 km  | Richard Burns Robert Reid       | 8'46"9  | 112,39 km/h    | Marcus Grönholm Timo Rautiainen |
| Frazione 3 (13 Apr) | PS21  | 12:40 | Fyfe 1               | 10,60 km  | Richard Burns Robert Reid       | 5'42"3  | 111,48 km/h    | Marcus Grönholm Timo Rautiainen |
| Frazione 3 (13 Apr) | PS22  | 13:10 | Fyfe 2               | 10,60 km  | Richard Burns Robert Reid       | 5'36"9  | 113,27 km/h    | Marcus Grönholm Timo Rautiainen |

## Classifiche mondiali
Classifica piloti
| Pos. | Pos. | Pilota            | Punti |
| ---- | ---- | ----------------- | ----- |
| 1    |      | Richard Burns     | 26    |
| 2    | 4    | Marcus Grönholm   | 20    |
| 3    | 2    | Sébastien Loeb    | 17    |
| 4    | 2    | Colin McRae       | 17    |
| 5    | 2    | Carlos Sainz      | 16    |
| 6    | 2    | Markko Märtin     | 13    |
| 7    |      | Tommi Mäkinen     | 11    |
| 8    | 2    | Petter Solberg    | 9     |
| 9    | 1    | François Duval    | 8     |
| 10   | 2    | Toni Gardemeister | 7     |
| 11   | 2    | Gilles Panizzi    | 4     |
| 12   | 2    | Cédric Robert     | 3     |
| 12   | N    | Alister McRae     | 3     |
| 14   | 2    | Armin Schwarz     | 1     |
| 14   | N    | Didier Auriol     | 1     |

Classifica costruttori WRC
| Pos. | Pos. | Squadra                  | Punti |
| ---- | ---- | ------------------------ | ----- |
| 1    | 1    | Marlboro Peugeot Total   | 49    |
| 1    | 1    | Citroën Total            | 44    |
| 3    |      | Ford Rallye Sport        | 26    |
| 4    |      | 555 Subaru WRT           | 22    |
| 5    |      | Škoda Motorsport         | 12    |
| 6    |      | Hyundai World Rally Team | 3     |